# بخش پاتان
بخش پاتان (به انگلیسی: Patan district) یک منطقهٔ مسکونی در هند است که در گجرات واقع شده‌است. بخش پاتان ۵٬۷۹۲ کیلومتر مربع مساحت و ۱٬۳۴۳٬۷۳۴ نفر جمعیت دارد.